# Дагестанскије Огни
Дагестанскије Огни (рус. Дагестанские Огни) град је у Русији у Дагестану.

## Становништво
| 1939. | 1959. | 1970.  | 1979.  | 1989.  | 2002.  | 2010.  |
| ----- | ----- | ------ | ------ | ------ | ------ | ------ |
| 4.300 | 6.814 | 10.444 | 12.598 | 21.676 | 26.346 | 27.923 |